# Martin Fuchs (Diplomat)
Martin Fuchs (* 26. September 1903 in Wien, Österreich-Ungarn; † 1. Oktober 1969 in Wien) war ein österreichischer Journalist und Diplomat. Er war von 1938 bis 1945 ein führender Angehöriger der österreichischen Exil-Opposition gegen das NS-Regime sowie nach dem Zweiten Weltkrieg österreichischer Botschafter in Brüssel und Paris.

## Leben und Tätigkeit

### Frühe Laufbahn
Fuchs war ein Sohn von Bernhard Fuchs und dessen Frau Emilie, geb. Grünemann. Nach dem Schulbesuch studierte Fuchs Rechtswissenschaften an der Universität Wien. 1926 promovierte er dort zum Dr. jur.
In den Jahren 1926 bis 1936 arbeitete Fuchs als Chefkorrespondent der Amtlichen österreichischen Telegraphen-Agentur in Paris. Ab 1927 war er in dieser Eigenschaft der amtlichen Nachrichtenstelle des österreichischen Bundeskanzleramts zugeteilt. Von 1927 bis 1936 wurde Fuchs zusätzlich zu seiner Tätigkeit für die Telegraphen-Agentur als Vertragsangestellter bei der österreichischen Botschaft in Paris beschäftigt. Zudem wurde er zum österreichischen Vertreter der Confédération Internationale des Travailleurs Intellectuels in Paris und Genf ernannt.
Von 1936 bis 1937 stand Fuchs im Dienst des austrofaschistischen Regimes beim Präsidiums des Bundeskanzleramtes in Wien. Im selben Jahr gehörte er der österreichischen Delegation beim Völkerbund an. Anschließend bekleidete er von 1937 bis 1938 den Posten des Presseattachés bei der österreichischen Botschaft in Paris. In dieser Stellung leitete er die Presse-, Informations- und Kulturabteilung dieser diplomatischen Vertretung.

### Emigration in Frankreich und den Vereinigten Staaten (1938 bis 1947)
Nach dem Anschluss Österreichs im März 1938 schied er aus dem diplomatischen Dienst der beiden nun zwangsvereinten Länder aus. Stattdessen verblieb er als Privatperson in Paris. Er war damit einer amerikanischen Who is Who-Publikation von 1940 zufolge der einzige österreichische Diplomat, der die Einverleibung seiner Heimat in den NS-Staat offen ablehnte.
Seinen Lebensunterhalt in Paris verdiente Fuchs in den Jahren 1938 bis 1940 als Mitarbeiter der Zeitungen Figaro, Revue de Paris und Evening Standard.
Während der ersten Jahre seines Exils gehörte Fuchs in politischer Hinsicht, entsprechend seiner legitimistischen Einstellung, dem Kreis um Otto von Habsburg an und gab während seiner Pariser Jahre eine monarchistische – sich an die Habsburg-Dynastie anlehnende – Zeitschrift heraus, an der auch der mit ihm befreundete Schriftsteller Eugen Roth mitarbeitete.
Die wichtigsten politischen Verbündeten von Fuchs während seiner ersten Jahre im Exil waren die ehemaligen Minister der Schuschnigg-Regierung wie Hans Rott, Ernst Rüdiger Starhemberg und Guido Zernatto, mit denen er eine konservative Widerstandsgruppe gegen den in Österreich zur Herrschaft gelangten Nationalsozialismus organisierte. Versuche dieser Gruppe, die österreichischen Sozialisten für eine gemeinsame Front zu gewinnen, scheiterten, weil sie von den Revolutionären Sozialisten Österreichs (RSÖ) unter Joseph Buttinger entschieden abgelehnt wurden.
In den Jahren 1938 bis 1940 bemühte sich Fuchs zudem, das Los der vor den Nationalsozialisten aus ihrer Heimat nach Frankreich geflohenen Österreicher zu verbessern. So erreichte er bei den französischen Behörden, dass Österreicher, die nach dem Anschluss Österreichs die von den Nationalsozialisten geforderte Annahme der deutschen Staatsbürgerschaft verweigerten, in Frankreich den Status von „ex-autrichiens“ zuerkannt bekamen.
Trotzdem oder gerade deshalb wurde er von den deutschen Behörden demonstrativ desavouiert, indem diese ihm aufgrund seiner Aktivitäten im Exil die deutsche [sic!] Staatsbürgerschaft (die er nach ihrer Lesart seit März 1938 als Österreicher automatisch besaß) „wieder“ entzogen und seine Ausbürgerung im Reichsanzeiger öffentlich bekannt gaben.
Im April 1938 war Fuchs Initiator und Mitgründer sowie – neben Ernst Hoor und Alfred Kupscha – Leiter der halboffiziellen Flüchtlingshilfsorganisation Entr'aide Autrichienne, als deren Vertreter er sich im Mai 1938 an der Gründung der überparteilichen Féderation des Émigrés provenant d'Autriche (Zentralvereinigung österreichischer Emigranten) beteiligte. Anschließend wurde er Vorstandsmitglied der Féderation. Zudem wirkte Fuchs zu dieser Zeit an der Gründung der konservativ-bürgerlichen Emigrantenorganisation Ligue Autrichienne mit. Von Dezember 1938 bis September 1939 war er außerdem Mitarbeiter des Organs dieser Organisation, der Österreichischen Post.
1939 verhandelte Fuchs mit Julius Deutsch und dem von der RSÖ im französischen Exil abgespaltenen Organisationskomitee der österreichischen Sozialdemokraten unter Karl Hartl zur Bildung einer offiziellen österreichischen Gesamtvertretung in Paris aus Vertretern aller politischen Richtungen (außer der KPÖ), die jedoch nicht zustande kam.
Nach dem Ausbruch des Zweiten Weltkriegs wurde Fuchs Initiator der österreichischen Sendungen von Radio Paris und des Österreichischen Freiheitssenders in Fécamp. Außerdem war er Organisator der Österreichischen Legion, die innerhalb der Französischen Armee 1939 aufgestellt wurde, um gegen Deutschland zu kämpfen. Von deutschen Gerichten wurde er aus diesem Grund in absentia zum Tode verurteilt.
Im September 1939 wurde Fuchs Initiator und angeblicher Generalsekretär des nach dem Scheitern des Projekts einer österreichischen Gesamtvertretung gebildeten Office Autrichien bzw. Service National Autrichien als unpolitischer Vertretungskörperschaft unter dem Vorsitz des Richard Wasicky, die von französischen Behörden aber nicht anerkannt wurde. Im Frühjahr 1940 gründete Fuchs stattdessen mit Rott (Ligue Autrichienne), Hanno Friebeisz (Vereinigung zur Befreiung Österreichs) und Karl Hartl (Organisationskomitee der österreichischen Sozialdemokraten) das Aktionskomitee zur Befreiung Österreichs.
Von den nationalsozialistischen Polizeiorganen – die ihn irrtümlich in Großbritannien vermuteten – wurde Fuchs aufgrund seiner Einstufung als Staatsfeind im Frühjahr 1940 auf die vom Reichssicherheitshauptamt aufgestellte Sonderfahndungsliste G.B. gesetzt, ein Verzeichnis von Personen, die im Falle einer erfolgreichen deutschen Invasion Großbritanniens durch die Sonderkommandos der SS-Einsatzgruppen mit besonderer Priorität ausfindig gemacht und verhaftet werden sollten.
Nach der deutschen Besetzung Frankreichs im Juni 1940 emigrierte Fuchs im September 1940 in die Vereinigten Staaten. Dort war er u. a. als Mitarbeiter der Austrian Action, der Kernorganisation der in Opposition zum Nationalsozialismus stehenden Österreicher in den Vereinigten Staaten unter Ferdinand Czernin tätig, sowie als Vorsitzender der Organisation Young-Conservative Austrians tätig. 1941 führte er den Zusammenschluss dieser Gruppe mit dem Austro-American Center und der Austrian Action zum Austrian Coordinating Committee herbei.
Im Herbst 1941 protestierte Fuchs zusammen mit den genannten Organisationen gegen die Pläne von Hans Rott und Willibald Plöchl zur Bildung einer österreichischen Exilregierung. Im Februar 1942 wurde er zum Vorstandsmitglied und Schriftführer des Austrian National Committee (ANC) unter dem Vorstand von Rott und Guido Zernatto ernannt. Er trat jedoch bereits im Herbst 1942 aus dem ANC aus, da er dessen Vorhaben, ein österreichisches Bataillon im Verband der US-Armee aufzustellen, ablehnte. Aus demselben Grund entzweite er sich mit Otto von Habsburg.
Ab 1942 stand Fuchs im Dienst des OWI, später Office of International Information and Cultural Affairs beim State Department, dem amerikanischen Außenministerium. Nach Ende des Zweiten Weltkriegs verblieb er noch zwei Jahre im State Department, wo er von 1945 bis 1947 als Chef der österreichischen Abteilung der Hauptabteilung für Internationale Rundfunksendungen (International Broadcasting Division) amtierte.

### Karriere in der 2. Österreichischen Republik
1947 kehrte Fuchs nach Österreich zurück. Dort fand er zunächst eine Anstellung als Ministersekretär und Ministeroberkommissär im Bundeskanzleramt.
Im Februar 1948 wurde Fuchs dann (wieder) in den österreichischen diplomatischen Dienst aufgenommen. Von 1948 bis 1952 fungierte er als Legationsrat am österreichischen Generalkonsulat in New York. Anschließend war er von April bis Dezember 1952 im Bundesministerium für Auswärtige Angelegenheiten in Wien tätig.
Ende Dezember 1952 wurde Fuchs zum außerordentlichen Gesandten und bevollmächtigten Minister an der österreichischen Botschaft in Brüssel ernannt. Im September 1953 wurde seine Stellung zu der eines außerordentlichen und bevollmächtigten Botschafter aufgewertet. Im März 1958 wurde Fuchs mit dem Posten des Generalsekretärs des Bundesministeriums für Auswärtige Angelegenheiten in Wien betraut.
Von April 1962 bis Juni 1969 amtierte Fuchs als außerordentlicher und bevollmächtigter Botschafter der Republik Österreich in Paris. Er wurde am Hietzinger Friedhof bestattet. Das Grab ist bereits aufgelassen.

## Ehrungen
1935 wurde Fuchs zum Chevalier (Ritter) der französischen Ehrenlegion ernannt.

## Familie
Fuchs war seit dem 24. Dezember 1928 verheiratet mit Ludovika Richter und hatte einen Sohn.

## Schriften
- Showdown in Vienna. The Death of Austria, Putnam, 1939.